# 趙向宸
趙向宸（17世紀—1647年），字靖衷，廣東廣州府東莞縣大寧人，明朝、南明政治人物。

## 生平
趙向宸是崇禎三年（1630年）廣東鄉試舉人，十三年（1640年）獲賜特用出身，授通山知縣，當時戰事頻仍，他修繕城牆器械，組織團練，令鄉勇自行防禦，得湖南總督何騰蛟重用，推薦陞為湖廣湖南道監軍副使，永曆元年（1647年）長沙失陷，他投水而死。

## 引用
1. 1 2  民國《東莞縣志·卷六十三·人物略十》：趙向宸，字靖衷，大寧人，少倜儻銳意問學，領崇禎三年鄉薦，十三年特賜進士，除湖廣通山知縣，時兵興擾攘，向宸修戰守、具團練，鄉勇使自為捍禦，總督何騰蛟深倚之，薦陞湖廣監軍道，十七年聞北京陷，投長沙水死。 彭志
2. ↑  錢海岳《南明史·卷五十三·列傳第二十九》：趙向宸，字靖衷，東莞人。崇禎十三年特用。通山知縣。起兵，騰蛟薦擢湖南監軍副使。【永曆元年】長沙陷，投水死。